# Pacyfikator
Pacyfikator (ang. The Pacifier) – film komediowy, którego głównym bohaterem jest porucznik służb specjalnych, Shane Wolfe. Ma on za zadanie odbić profesora Plummera, jednak gdy profesor zostaje zabity, otrzymuje polecenie ochrony rodziny profesora: jego żony oraz dzieci - Zoe, Setha, Lulu, Petera i Tylera. Pani Plummer wyjeżdża do Szwajcarii, aby odebrać dokumenty o supertajnym programie ,,Duch" (ang. Ghost), a przyzwyczajony do wydawania jednostce rozkazów oficer Navy S.E.A.L musi zaopiekować się dziećmi i rozwiązać wszystkie ich problemy. Okazuje się, że ochrona była potrzebna, gdyż dom atakuje dwóch zamaskowanych ninja.

## Obsada
| Rola            | Aktor          |
| --------------- | -------------- |
| Shane Wolfe     | Vin Diesel     |
| Zoe Plummer     | Brittany Snow  |
| Seth Plummer    | Max Thieriot   |
| LuLu Plummer    | Morgan York    |
| Baby Tyler      | Bo Vink        |
| Baby Tyler      | Luke Vink      |
| Howard Plummer  | Tate Donovan   |
| Peter Plummer   | Kegan Hoover   |
| Peter Plummer   | Logan Hoover   |
| Pan Chun        | Denis Akiyama  |
| Pani Chun       | Mung-Ling Tsui |
| Dyrektor        | Scott Thompson |
| Julie           | Faith Ford     |
| Trener          | Brad Garrett   |
| Dyrektor Claire | Lauren Graham  |

## Ekipa
- Reżyseria – Adam Shankman
- Scenariusz – Ben Garant, Thomas Lennon
- Muzyka – John Debney
- Zdjęcia – Peter James
- Montaż – Christopher Greenbury
- Scenografia – Arvinder Grewal, Ric McElvin, Steve Shewchuk, Linda DeScenna
- Kostiumy – Kirston Leigh Mann, Christopher Hargadon
- Produkcja – Jonathan Glickman, Gary Barber, Roger Birnbaum
- Producent wykonawczy – Derek Evans, Jennifer Gibgot, Garrett Grant, Adam Shankman, George Zakk